# ロイヤルオーク (ミシガン州)
ロイヤルオーク（英: Royal Oak）は、アメリカ合衆国ミシガン州ロウアー半島の南部オークランド郡に位置する都市。人口は5万8211人（2020年）。デトロイト都市圏に含まれる。

## 歴史

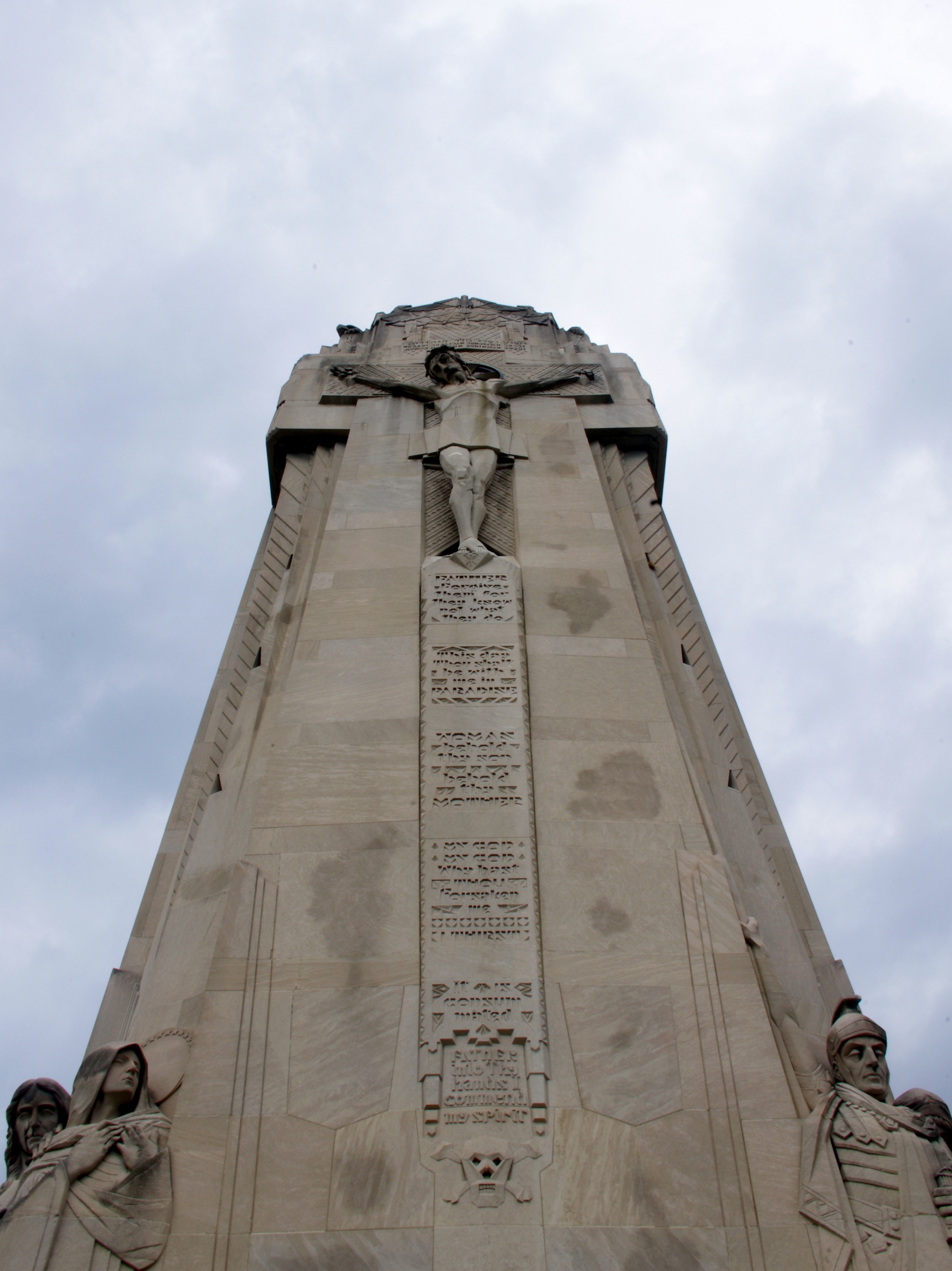
シュライン・オブ・ザ・リトル・フラワー教会の塔

ロイヤルオークは1891年に村として、1921年に市として法人化された。市の名前は、1819年にミシガン準州知事ルイス・カスが土地の測量遠征を行った中の1つから生まれた。現在のクルックス、ロチェスター、メイン各通りが交差する所の近くにあった木が、イングランド王チャールズ2世がウースターの戦いの後で円頂党から逃れるために隠れたロイヤル・オークを思い出させた。
1920年代、チャールズ・カフリン司祭がシュライン・オブ・ザ・リトル・フラワー教会を設立し、市内の著名な目印になった。司祭をしている間に現在の石灰岩教会施設と塔を建設する資金を集めた。この建物からラジオの番組を放送した。
1990年代後半から2000年代初期、ロイヤルオークの中心街は娯楽とナイトライフの町に成長した。数多い集合住宅やロフトがこの地域に建設された。

## 文化

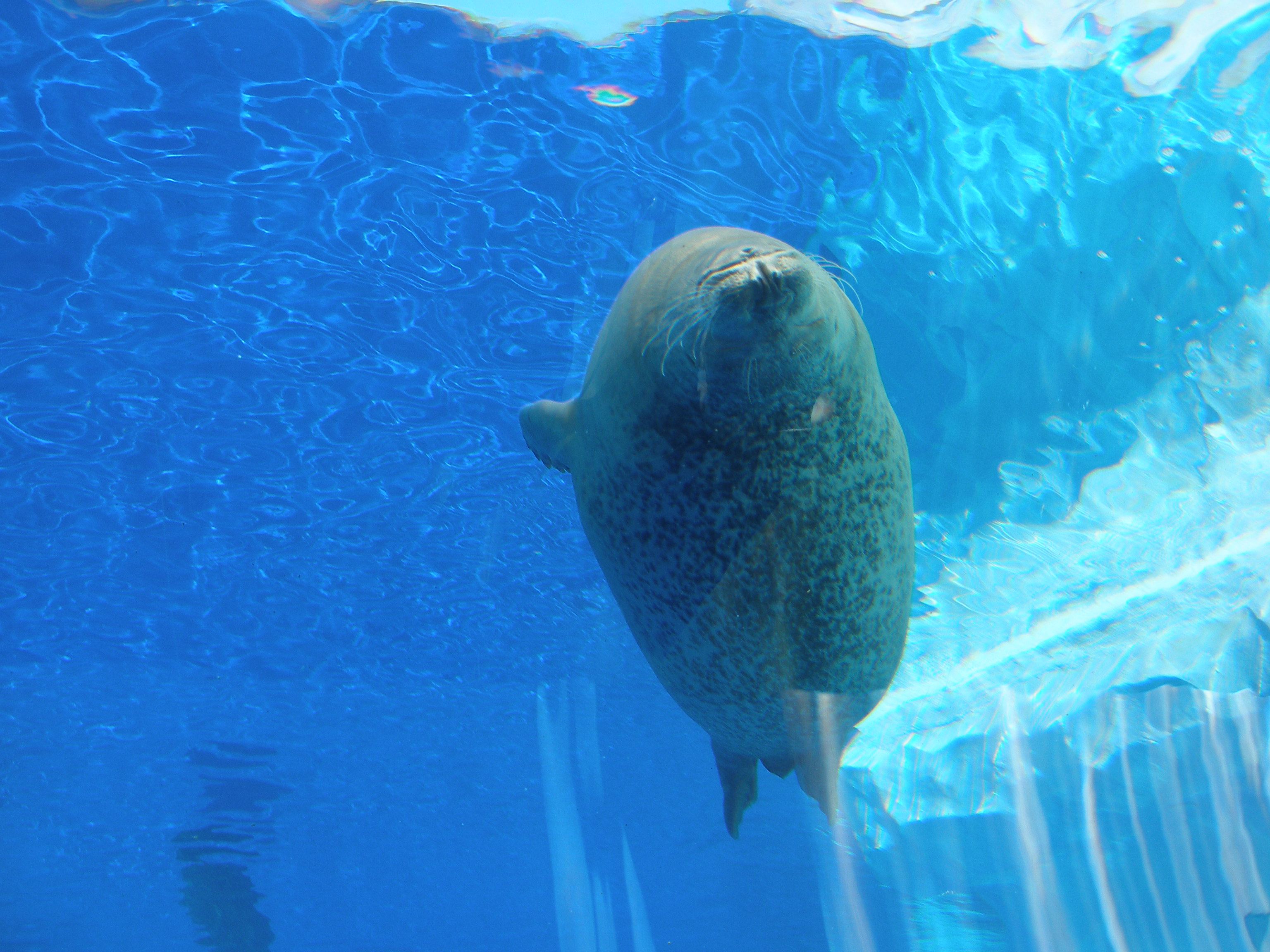
デトロイト動物園のアザラシ

ロイヤルオーク中心街は幅広い種類のナイトライフが楽しめ、ロイヤルオーク・ミュージックシアターやランドマークとなるメイン・アートシアターがある。市内には地域でも人気ある観光地の1つであるデトロイト動物園がある。マーク・リドリーのコメディ・キャッスルはティム・アレンやデイブ・クーリエなどの芸人が初期の会場とした寄席である。サンドウィッチなどテイクアウトの店から、イタリアン、ベルギー料理、ネパール料理など特化した料理を出す高級料理店など多くのレストランがある。バイカー・バー、ダンスクラブ、大規模地ビール醸造所、スポーツバー、ルーフトップバーなどパブも豊富である。夏の中心街はデトロイト大都市圏からオートバイ愛好者が多数集まってくる。水曜日の夜のメインストリートには、ハーレーダビッドソンが並び、木曜の夜にはスポーツバイクで一杯になる。
1990年代に人気のあったテレビ番組『Home Improvement』はロイヤルオークが舞台だった。2008年、3本の映画がロイヤルオークで撮影された。すなわち、『Prayers for Bobby』、『Youth in Revolt』、『グラン・トリノ』だった。2009年、『若き勇者たち』のリメイク作品がロイヤルオークで撮影された。
2009年12月、アーツ・ビーツ・アンド・イーツの祭がポンティアック市からロイヤルオークに移されると公表された。
南東ミシガン地域の新聞としては、「デトロイト・ニューズ」や「デトロイト・フリープレス」に加えて、「デイリー・トリビューン」、「オークランド・プレス」、「ロイヤルオーク・レビュー」、「ザ・ミラー」がある。

## 地理
アメリカ合衆国国勢調査局に拠れば、市域全面積は11.79平方マイル (30.54 km2)であり、全て陸地である。
市内には昔レッドランという川があった。ツイスティ・ビンセッタ・ブールバードがその中心にレッドランの水源を囲むように建設されたが、1930年代に川に沿ったビンセッタの中央分離帯全部と通りを横切る橋の上を除く全てが、公共事業促進局の工事の一部として埋め立てられた。1967年から1968年、オークランド郡にあった川の名残が埋められ、6フィート (1.8 m) のドレインパイプに変わった。

## 経済

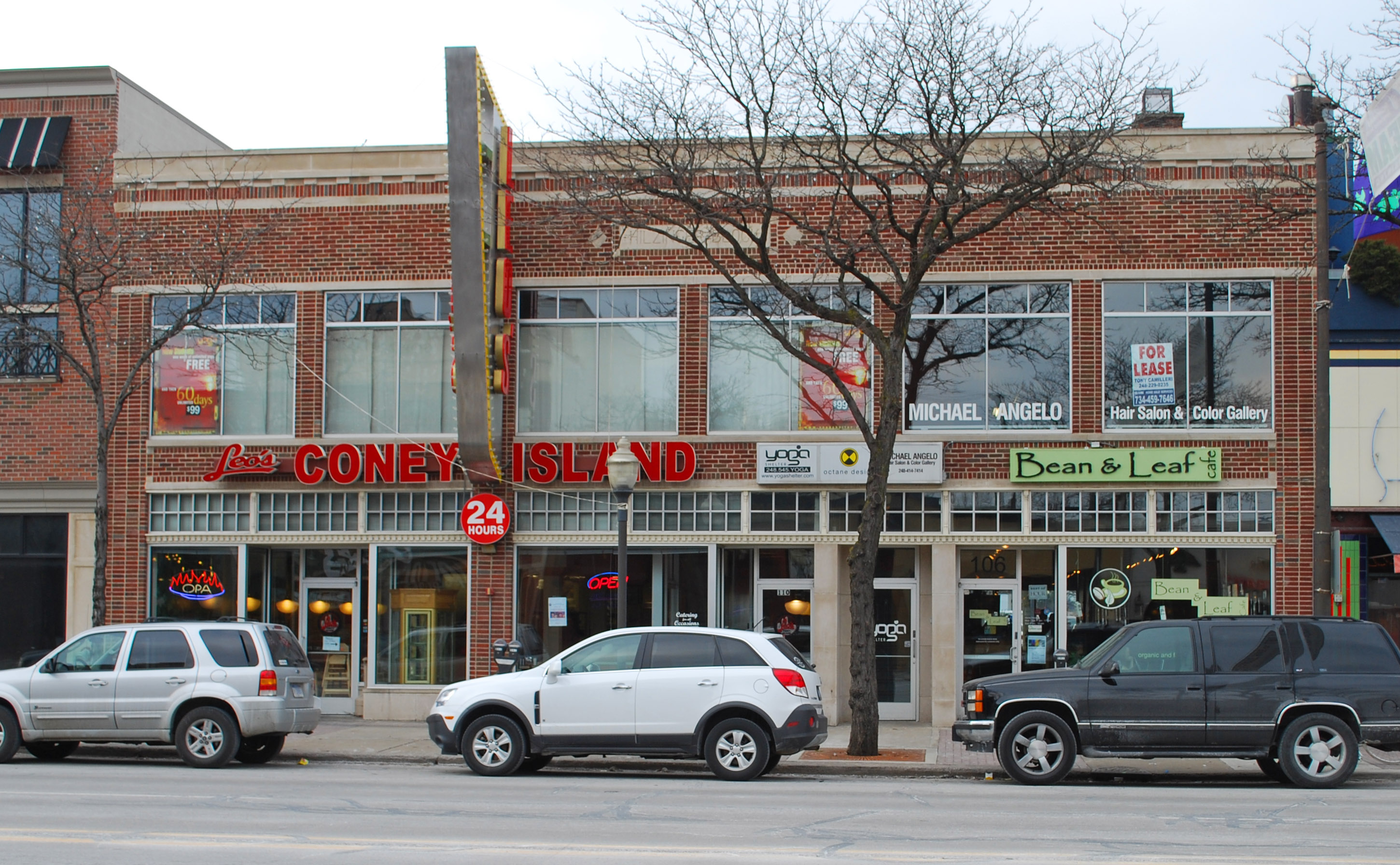
ヒルジンガー・ブロック

ロイヤルオークの伝統的な道路沿い商店街は中心街のメインストリートとワシントン・アベニューに並んでいる。2000年代に成長発展し、トレンディで大規模かつ都会のセンスがあるレストラン、ショッピング、娯楽地区に変身した。多くの多目的高層建築が並び、高層階は住居とロフト、低層階は小売りやオフィスのスペースになっている。興味ある所としては、デトロイト動物園、ウィリアム・ボーモント病院、ロイヤルオーク・ミュージックシアター、メイン・アートシアター、ボールドウィン・シアター、マーク・ラドリーのコメディ・キャッスル、イマジン・シアター、さらに店舗、カフェ、レストランである。デトロイト都市圏のライフスタイル・マガジンを出版するアワー・デトロイト・メディアの本事務所が市内にある。
全米アーバーデイ基金は1976年以来毎年ロイヤルオーク市を「アメリカ樹木の都市」に指定してきた。これは市が植樹と保存に取り組んできた結果である。
1998年、「サタデー・ナイト・ライブ」のコメディアンでデトロイト都市圏の生まれであるギルダ・ラドナーが、ガンの患者、その家族、友人のための支援コミュニティを創設した。ギルダズクラブ・メトロデトロイトは市内で3階建て非住宅ハウスを運営し、社会的情緒的支援と娯楽で3,000人以上の会員に奉仕している。

## 教育
ロイヤルオーク市の公共教育はロイヤルオーク地区教育学区が管轄している。私立高校であるシュライン・カトリックもある。オークランド・コミュニティカレッジの分校が市内にある。
近年、ベビーブーム時代に比べて就学児童が減ったので、公立学校を統合する動きを始めてきた。2006年、2つの高校をロイヤルオーク高校1つに統合した。2007年から、2つの中学校をロイヤルオーク中学校1つに統合した。小学校の数は6校に減らされた。ロングフェロー小学校とウィッティア小学校の閉鎖と解体が計画されていることについて、講義する親がおり、署名運動により歴史地区にあるという認識を得ようとしている。その努力にも拘わらず、両校やその他多くの小学校が2007年秋に解体された。

## 市政府

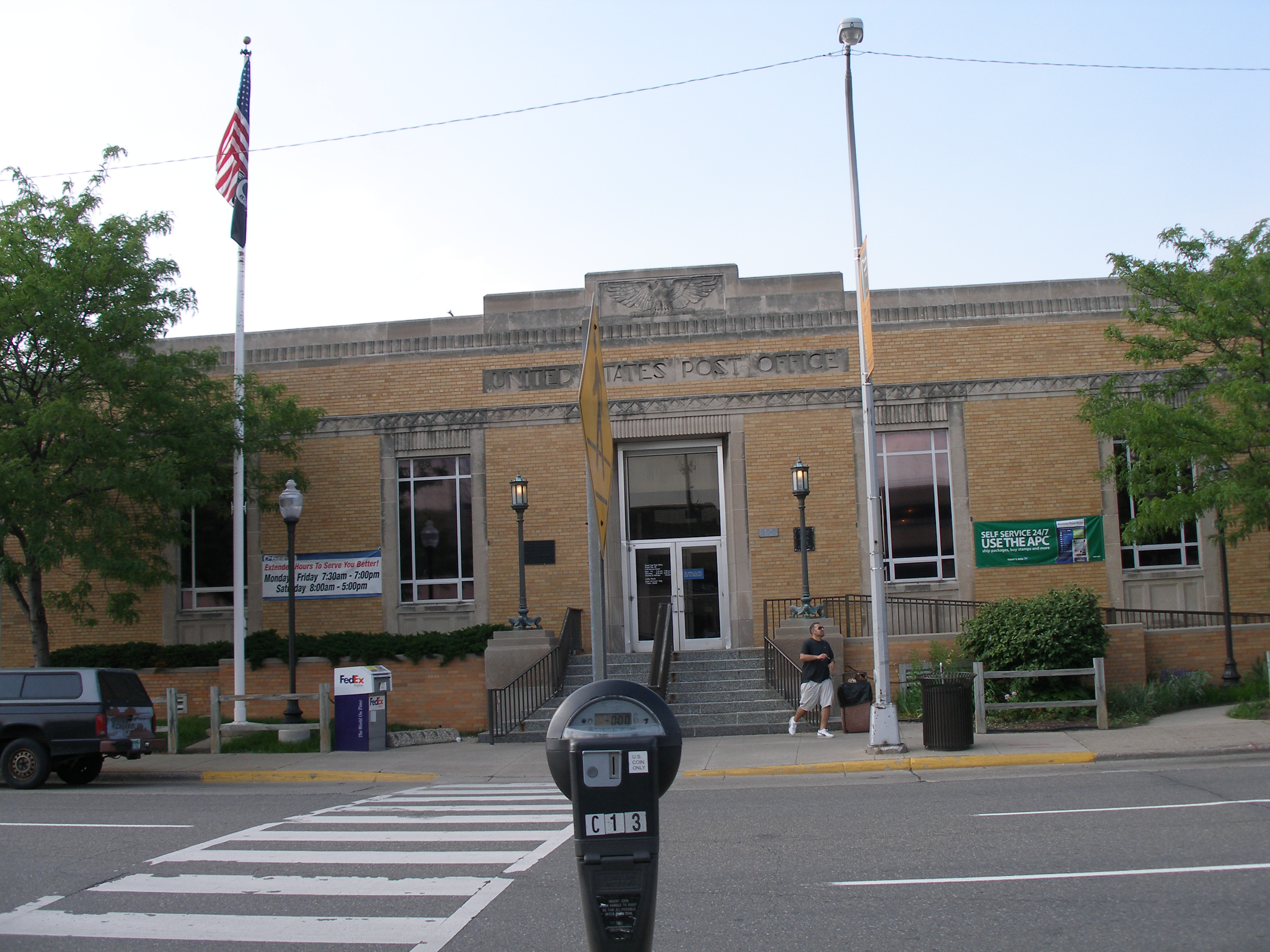
ロイヤルオーク郵便局

ロイヤルオーク市は市政委員会・マネジャー方式の政府を採用している。市政委員会は1人の市長と、6人の市政委員で構成されている。委員会が市マネジャーを指名し、市政の日々の管理を行わせている。
ロイヤルオーク市は犯罪発生率が平均より少ない。近くにあるバークレイやマディソンハイツなどの町も少ない。窃盗が件数の多い犯罪であり、総数の66.7%になっている。2000年以降の殺人件数は5件であり、2011年に2件発生した。
ロイヤルオーク警察署には64人の警官と、21人のスタッフがいる。コミュニティ警察技術を採用している。
ロイヤルオーク消防署は、市内での反応時間を短くするよう戦略的に配置された3か所の駐屯所がある。梯子車2台、救急車4台、消防車6台の他、レスポンス・トレイラー、ハズマット・トレイラー、多目的車がある。

## 人口動態

### 2010年国勢調査
以下は2010年の国勢調査による人口統計データである。
| 基礎データ - 人口: 57,236 人 - 世帯数: 28,063 世帯 - 家族数: 13,394 家族 - 人口密度: 1,874.4人/km2（4,854.6人/mi2） - 住居数: 30,207 軒 - 住居密度: 989.2軒/km2（2,562.1軒/mi2） 人種別人口構成 - 白人: 90.7% - アフリカン・アメリカン: 4.3% - ネイティブ・アメリカン: 0.3% - アジア人: 2.4% - その他の人種: 0.4% - 混血: 1.9% - ヒスパニック・ラテン系: 2.3% | 年齢別人口構成 - 18歳未満: 16.7% - 18-24歳: 7.6% - 25-44歳: 35.9% - 45-64歳: 26.8% - 65歳以上: 13.1% - 年齢の中央値: 38歳 - 性比（女性100人あたり男性の人口） - 総人口: 96.1 世帯と家族（対世帯数） - 18歳未満の子供がいる: 20.0% - 結婚・同居している夫婦: 36.7% - 未婚・離婚・死別女性が世帯主: 8.1% - 非家族世帯: 52.3% - 単身世帯: 41.4% - 65歳以上の老人1人暮らし: 10.7% - 平均構成人数 - 世帯: 2.03人 - 家族: 2.82人 |

### 2000年国勢調査
以下は2000年の国勢調査による人口統計データである。
| 基礎データ - 人口: 60,062 人 - 世帯数: 28,880 世帯 - 家族数: 14,440 家族 - 人口密度: 1,961.9人/km2（5,083.0 人/mi2） - 住居数: 29,942 軒 - 住居密度: 978.1軒/km2（2,534.0 軒/mi2） 人種別人口構成 - 白人: 94.80% - アフリカン・アメリカン: 1.54% - ネイティブ・アメリカン: 0.26% - アジア人: 1.56% - 太平洋諸島系: 0.05% - その他の人種: 0.38% - 混血: 1.40% - ヒスパニック・ラテン系: 1.30% | 年齢別人口構成 - 18歳未満: 17.8% - 18-24歳: 7.5% - 25-44歳: 38.8% - 45-64歳: 21.0% - 65歳以上: 14.9% - 年齢の中央値: 37歳 - 性比（女性100人あたり男性の人口） - 総人口: 95.3 - 18歳以上: 92.6 世帯と家族（対世帯数） - 18歳未満の子供がいる: 20.4% - 結婚・同居している夫婦: 39.9% - 未婚・離婚・死別女性が世帯主: 7.5% - 非家族世帯: 50.0% - 単身世帯: 40.8% - 65歳以上の老人1人暮らし: 11.6% - 平均構成人数 - 世帯: 2.06人 - 家族: 2.86人 | 収入と家計 - 収入の中央値 - 世帯: 52,252米ドル - 家族: 68,109米ドル - 性別 - 男性: 50,562米ドル - 女性: 36,392米ドル - 人口1人あたり収入: 30,990米ドル - 貧困線以下 - 対人口: 4.3% - 対家族数: 2.0% - 18歳未満: 3.4% - 65歳以上: 5.5% |

## 交通

### 公共交通機関
アムトラックがポンティアックからデトロイトを経由してシカゴまでウルバリン号を1日3往復運航し、ロイヤルオーク駅に停車している。
通勤鉄道は以前にグランドトランク・ウエスタン鉄道が、その後ポンティアックからデトロイトまでサウスイースタン・ミシガン交通局が運行し、ロイヤルオーク駅で停車していた。この運行は助成金が無くなった1983年10月17日に停止された。現在もこれを再開させようという動きが続いている。
一級鉄道のカナディアン・ナショナル鉄道が貨物便を運行している。
サバーバン・モビリティ・オーソリティ・フォー・リージョナル・トランスポーテーションが地元と地域のバス交通を担当している。

### 主要高規格道路
市の南東隅に州間高速道路75号線と同696号線を繋ぐインターチェンジがある。ウッドワード・アベニューは市の南東隅にあるインターチェンジの西約1マイル (1.6 km) を通っている。北西に進んで市の西側境界となり、13マイル道路の南で南北方向のクーリッジ・ハイウェイと交差する。ロチェスター道路の南端は中心街の北約半マイル (800 m) にあり、ロイヤルオークとロチェスターを繋ぎ、さらにその先に伸びている。この道路は1900年代初期にロイヤルオーク中心街とロチェスター中心街を繋ぐ路面電車が走っていたルートである。

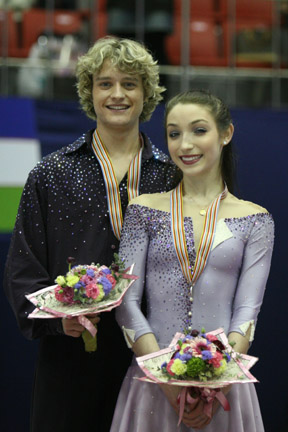
チャーリー・ホワイト とメリル・デイヴィス

## 著名な出身者
- クリスティン・ベル、女優、ロイヤルオーク中心街から1マイルにあるハンティントン・ウッズで生まれた。シュライン・カトリック高校卒
- ブルース・キャンベル、俳優
- チャールズ・カフリン、カトリック教会司祭、世界恐慌の時代にナショナル・シュライン・オブ・ザ・リトル・フラワー教会から、ラジオで説教した
- メリル・デイヴィス、フィギュアスケートアイスダンス選手。チャーリー・ホワイトと組んで2010年バンクーバーオリンピック銀メダリスト、2014年ソチオリンピックでは金メダリスト[18]
- グレン・フライ、バンドイーグルスの創設メンバー、ドンデロ高校卒
- クリストファー・ジョージ、俳優
- ジェイソン・グリーリ、メジャーリーグベースボール選手、ピッツバーグ・パイレーツ
- ジャック・ケヴォーキアン、病理学者、元医師、安楽死の推進者[19]
- サム・ライミ、映画監督、『スパイダーマン三部作』
- チャーリー・ホワイト、フィギュアスケートアイスダンス選手。メリル・デイヴィスと組んで2010年バンクーバーオリンピック銀メダリスト、2014年ソチオリンピックでは金メダリスト[18]